# Дескриптивные методы принятия решений
Дескриптивные методы принятия решений — это оценочно-описательный метод исследования, направленный на эмпирическое исследование и описание поведения отдельных лиц и групп людей в процессе принятия решений. Она носит ярко выраженный объясняющий, а не предписывающий характер.
Дескриптивная теория принятия решений чаще всего имеет дело с неструктурированными проблемами, то есть такими проблемами, в которых опытные аналитики, взаимодействуя вместе с лицом, принимающим решение (ЛПР), могут определить лишь перечень основных параметров, характеризующих проблему, но количественные связи между параметрами определить невозможно из-за отсутствия информации. Поэтому и структура в данном случае не может быть представлена совокупностью связей между параметрами, а проблему называют неструктурированной.
Таким образом в неструктурированных проблемах:
- переменные имеют качественный характер;
- какие-либо зависимости между переменными неизвестны.

## Примеры неструктурированных проблем
Г. Саймон отмечал неразработанность таких проблем. Между тем они образуют класс проблем, достаточно распространённых на практике.
- Проблемы принятия стратегических решений экономического и политического характера. Основные характеристики в таких проблемах имеют качественный характер, отсутствуют достаточно надёжные количественные модели.
- Проблемы планирования научных исследований и разработок (НИР), конкурсного отбора таких проектов.
- Также большинство личных проблем выбора (например, проблемы выбора профессии, работы и т. д.), и ряд других проблем, характерных для социально-экономической сферы деятельности человека.

## Основные черты неструктурированных проблем
Неструктурированным проблемам присущи некоторые специфические черты:
- Они являются проблемами уникального выбора в том смысле, что каждый раз проблема является новой для ЛПР либо обладающие новыми особенностями по сравнению со встречавшейся ранее подобной проблемой.
- Они связаны с неопределённостью в оценках альтернативных вариантов решения проблемы, которая объективно обусловлена неполнотой информации на момент решения проблемы.
- Оценки альтернативных вариантов решения проблемы имеют качественных характер и чаще всего сформулированы в словесном виде.
- Общая оценка альтернатив может быть получена лишь на основе объективных предпочтений ЛПР (либо группы ЛПР). Интуиция ЛПР, его вера в те или иные варианты развития событий являются основой решающего правила, позволяющего перейти от отдельных оценок к общей оценке альтернатив.

При неструктурированных целях проблема «наилучшего выбора» оказывается нереализуемой в принципе, поскольку совершенно неясно, что же считать наилучшим выбором ввиду невозможности количественной оценки и цели, и альтернатив. И крайне затруднительно даже попарное сравнение альтернатив между собой. В подобных задачах невозможно сформулировать даже весьма размытые критерии эффективности. Задача исследователя, занимающегося подготовкой решения, в данном случае ограничивается изучением психофизических особенностей ЛПР, раскрытием его таких важных для принятия решения черт, как направленность на достижение цели, наличие постоянных и меняющихся свойств. Исследователь стремится помочь ЛПР в процессе принятия решения, объяснить и предвидеть поведение ЛПР.

## Задача аналитика
Важнейшей задачей аналитика (исследователя, специалиста по принятию решений) является изучение системы предпочтений ЛПР и построение решающих правил, отражающих эти предпочтения. При этом аналитик изучает и объективные параметры модели, организации, к которой принадлежит ЛПР, внешнюю среду. Следовательно, в модели существует и объективная составляющая (или вспомогательная модель). Но аналитик должен строить эту вспомогательную модель в соответствии с системой предпочтений конкретного ЛПР.
Сами руководители (ЛПР) склонны использовать упрощения, а иногда и противоречивые решающие правила. И причины здесь не столько в индивидуальных особенностях того или иного ЛПР, а в объективных характеристиках человеческой системы переработки информации, которые накладывают ограничения на всё поведение человека.
Помощь аналитика важна прежде всего при уточнении структуры проблемы, далее — в разработке правила оценки вариантов решений (решающего правила). Другая роль подобных процедур состоит в организации помощи ЛПР в понимании ограничений, накладываемых на решения объективной составляющей модели принятия решения. (Естественной желание ЛПР обеспечить наилучшие значения по всем рассматриваемым критериям сталкивается с ограничениями, заключёнными во вспомогательной модели).
Поиск компромисса в условиях ограничений представляет собой основное содержание работы ЛПР в задачах принятия решений с объективной вспомогательной моделью. Таким образом, дескриптивная теория принятия решений изучает фактическое поведение субъекта в процессе принятия решений, мотивов, которыми он руководствуется.
Дескриптивная теория разрабатывает системы понятий, позволяющих описать и объяснить человеческое поведение как систему целеустремлённых действий, анализирует роль таких понятий как «опыт», «интуиция», «размышление», «чувство» в процессе решения проблем, в процессе принятия решений, исследует основные пути разрешения неудовлетворённости человека в проблемной ситуации.